# Takao Omori
Pour les articles homonymes, voir Ōmori.
Takao Omori (大森隆男, Ōmori Takao) (né le 16 octobre 1969 à Tokyo, Japon, est un catcheur (lutteur professionnel) japonais. Il travaille actuellement à la All Japan Pro Wrestling, où il est un ancien AJPW Triple Crown Heavyweight Champion.

## Carrière

### World Wrestling Federation (1996)
Sa première apparrition aux États-Unis s'effectue à la World Wrestling Federation, où il participe au Royal Rumble (1996) dont il se fait éliminer par le revenant Jake Roberts.

### New Japan Pro Wrestling (2006–2010)
Le 4 janvier 2006, il apparaît pour la première fois à la New Japan Pro Wrestling où il fait équipe avec Shiro Koshinaka et perdent un match pour le championnat par équipe International Wrestling Grand Prix (IWGP) face à Hiroyoshi Tenzan et Masahiro Chōno.

### Retour à la All Japan Pro Wrestling (2011-...)

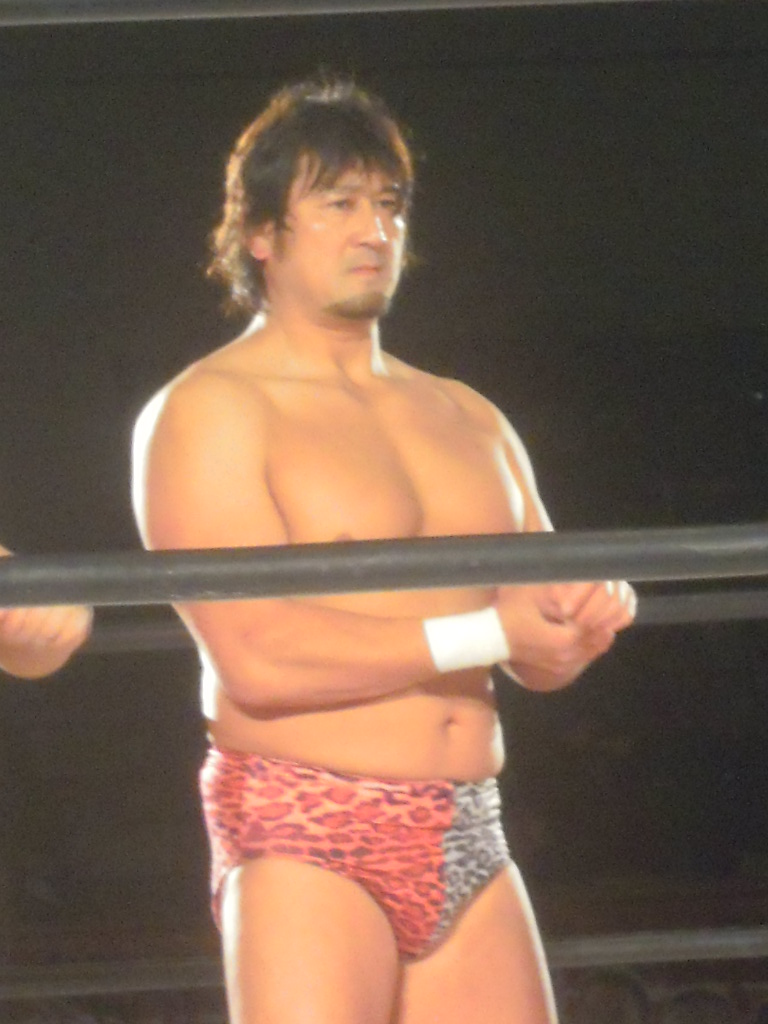
Omori en Décembre 2012

Get Wild perd finalement les titres contre Burning (Gō Shiozaki et Jun Akiyama) le 17 mars 2013. Lorsque Soya quitte l'AJPW en janvier 2014, Ōmori forme une nouvelle équipe nommé Wild Burning avec Jun Akiyama. Le 8 février, lui et Jun Akiyama perdent contre Evolution (Joe Doering et Suwama) et ne remportent pas les AJPW World Tag Team Championship. Le 27 avril, il remporte le Champion Carnival en battant Jun Akiyama en finale. Le 15 juin, il bat Jun Akiyama dans un rematch pour remporter le vacant AJPW Triple Crown Heavyweight Championship pour la première fois. Le 28 juin, lui et Jun Akiyama battent Evolution (Suwama et Joe Doering) et remportent les AJPW World Tag Team Championship, faisant de lui le sixième "Quintuple Crown Champion" de l'histoire de la All Japan. Le lendemain, il perd le AJPW Triple Crown Heavyweight Championship contre Suwama, mettant fin à son règne de 14 jours.
Le 27 novembre, il reforme Get Wild avec Manabu Soya, mais ils perdent leur match retour contre Jun Akiyama et Kendo Kashin,. Ils participent ensuite au World's Strongest Tag Determination League, ou ils remportent cinq matchs pour aucune défaites, se qualifiant pour la finale du tournoi. Le 18 décembre, ils battent  NEXTREAM (Jake Lee et Kento Miyahara) en finale et remportent le tournoi pour la deuxième fois.
Le 3 janvier 2018, ils perdent les titres contre Suwama et Shuji Ishikawa.
Le 13 décembre 2020, lui, Black Menso～re et Carbell Ito battent Daimonji So, Revlon et Ryoji Sai pour devenir les premiers AJPW TV Six Man Tag Team Champions.

## Palmarès
- All Japan Pro Wrestling
  - 1 fois AJPW TV Six Man Tag Team Championship avec Black Menso～re et Carbell Ito
  - 2 fois AJPW All Asia Tag Team Championship avec Jun Akiyama (1) et Yoshihiro Takayama (1)
  - 7 fois AJPW World Tag Team Championship avec Yoshihiro Takayama (1), Manabu Soya (3) et Jun Akiyama (3)
  - 1 fois AJPW Triple Crown Heavyweight Championship
  - 1 fois F-1 Tag Team Championship avec Kannazuki
  - Asunaro Tag Team Cup (1998) avec Jun Akiyama
  - Champion Carnival (2014)
  - January 2 Korakuen Hall Heavyweight Battle Royal (1997, 2014)
  - World's Strongest Tag Determination League (2012, 2016) avec Manabu Soya
  - World's Strongest Tag Determination League (2014) avec Jun Akiyama

- European Wrestling Association
  - 1 fois EWA World Heavyweight Championship

- New Japan Pro Wrestling
  - 1 fois IWGP Tag Team Championship avec Manabu Nakanishi
  - 1 fois Interim IWGP Tag Team Championship avec Manabu Nakanishi

- Pro Wrestling Noah
  - 1 fois GHC Tag Team Championship avec Yoshihiro Takayama

## Récompenses des magazines
- Pro Wrestling Illustrated

| Année | 2000 | 2001 | 2002 | 2003 | 2004       | 2005       | 2006 | 2007 | 2008       | 2009       | 2010       | 2011       | 2012 | 2013 | 2014 | 2015       | 2016 |
| ----- | ---- | ---- | ---- | ---- | ---------- | ---------- | ---- | ---- | ---------- | ---------- | ---------- | ---------- | ---- | ---- | ---- | ---------- | ---- |
| Rang  | 66   | 213  | 116  | 274  | Non classé | Non classé | 232  | 285  | Non classé | Non classé | Non classé | Non classé | 249  | 141  | 125  | Non classé | 317  |

- Tokyo Sports
  - Prix de la meilleure équipe avec Manabu Soya[18]

- Wrestling Observer Newsletter
  - 5e meilleure équipe de 2012 avec Manabu Soya[18]
  - 9e meilleure équipe de 2014 avec Jun Akiyama[18]